# Portsmouth Square

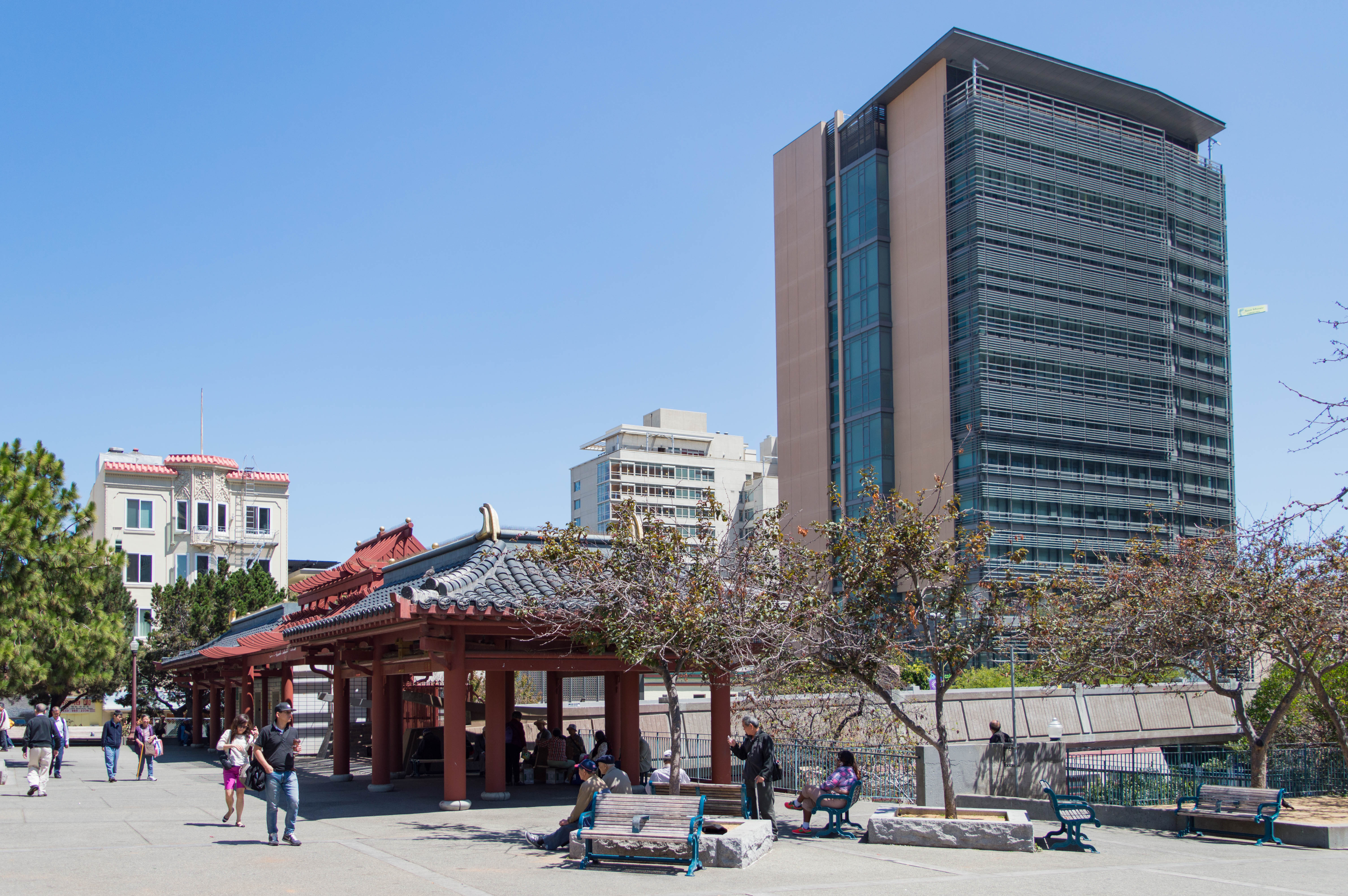
Portsmouth Square, San Francisco, en 2015.

Portsmouth Square est une place de Chinatown à San Francisco.

## Description
Portsmouth Square est bordée par Kearny Street à l'est, Washington Street au nord, Clay Street au sud, et Walter Lum Place à l'ouest. L'endroit est considéré comme le « cœur de Chinatown ».
On y trouve un mémorial en l'honneur de Robert Louis Stevenson (1850-1894), et une réplique de la Déesse de la Démocratie.

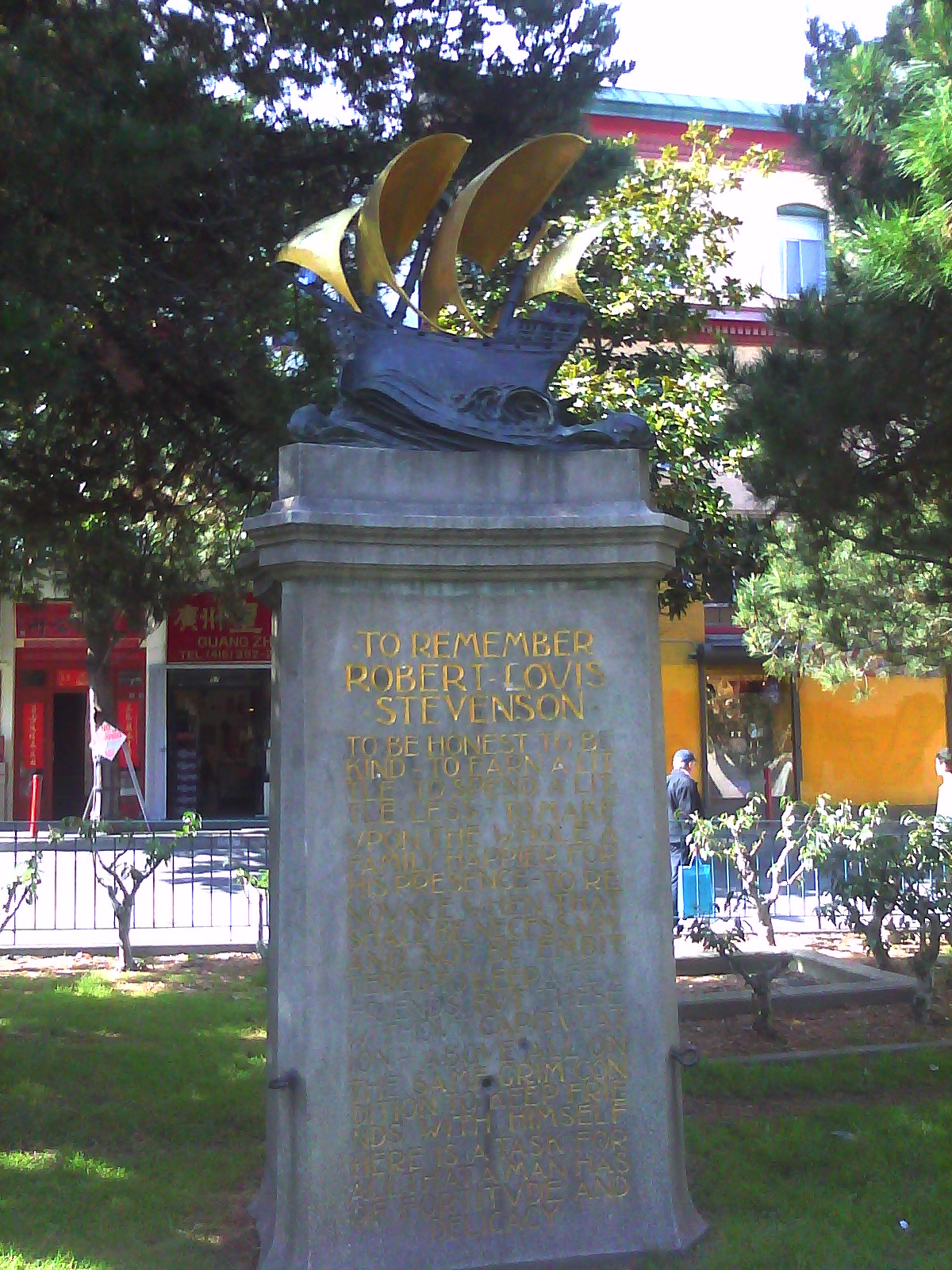
Statue de Robert Louis Stevenson.

## Historique

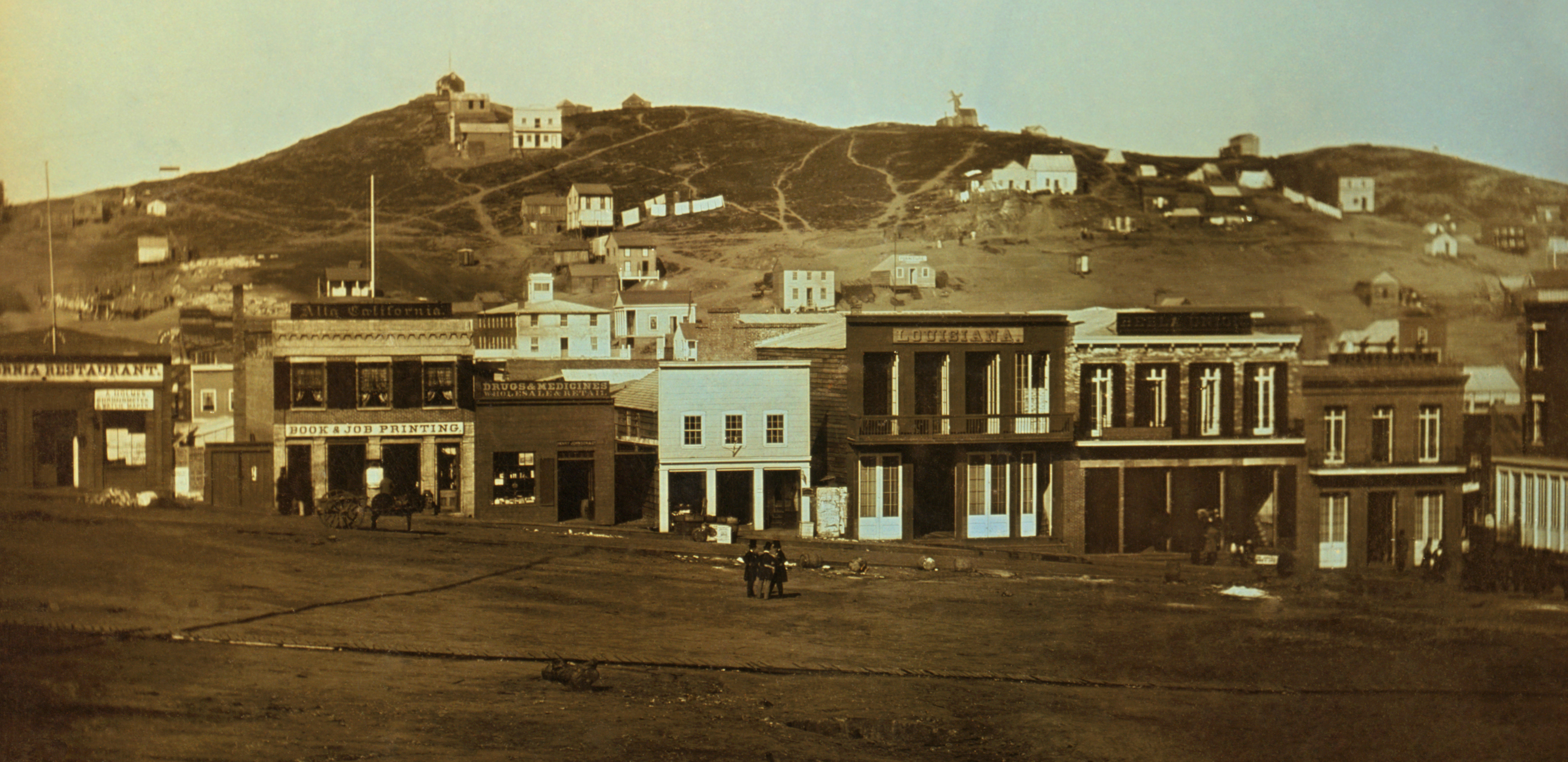
Portsmouth Square en 1851.

Portsmouth Square est situé à l'emplacement de l'ancienne implantation mexicaine de Yerba Buena, établie au début du XIXe siècle, qui était l'ancien nom de San Francisco jusqu'en 1847.